# Ізола (Міссісіпі)
Ізола (англ. Isola) — місто (англ. town) в США, в окрузі Гамфріс штату Міссісіпі. Населення — 638 осіб (2020).

## Географія
Ізола розташована за координатами 33°15′48″ пн. ш. 90°35′32″ зх. д. / 33.26333° пн. ш. 90.59222° зх. д. (33.263404, -90.592342).  За даними Бюро перепису населення США в 2010 році місто мало площу 1,91 км², уся площа — суходіл.

## Демографія
Згідно з переписом 2010 року, у місті мешкало 713 осіб у 267 домогосподарствах у складі 178 родин. Густота населення становила 372 особи/км².  Було 298 помешкань (156/км²).
Расовий склад населення:
| - 80,8 % — чорних або афроамериканців - 17,8 % — білих - 0,3 % — азіатів |

До двох чи більше рас належало 0,6 %. Частка іспаномовних становила 1,7 % від усіх жителів.
За віковим діапазоном населення розподілялося таким чином: 31,1 % — особи молодші 18 років, 58,8 % — особи у віці 18—64 років, 10,1 % — особи у віці 65 років та старші. Медіана віку мешканця становила 30,6 року. На 100 осіб жіночої статі у місті припадало 78,2 чоловіків;  на 100 жінок у віці від 18 років та старших — 72,9 чоловіків також старших 18 років.
Середній дохід на одне домашнє господарство  становив 43 806 доларів США (медіана — 20 893), а середній дохід на одну сім'ю — 54 730 доларів (медіана — 28 000). Медіана доходів становила 33 438 доларів для чоловіків та 25 694 долари для жінок. За межею бідності перебувало 47,7 % осіб, у тому числі 59,5 % дітей у віці до 18 років та 24,7 % осіб у віці 65 років та старших.
Цивільне працевлаштоване населення становило 282 особи. Основні галузі зайнятості: виробництво — 20,2 %, освіта, охорона здоров'я та соціальна допомога — 20,2 %, роздрібна торгівля — 10,3 %, транспорт — 9,2 %.